# Kavakdere-Talsperre
Die Kavakdere-Talsperre (türkisch Kavakdere Barajı) ist eine Talsperre am Kavakdere, einem Zufluss des Ägäischen Meeres, in der Provinz İzmir im Nordwesten der Türkei.
Die Kavakdere-Talsperre befindet sich 8 km südöstlich der Stadt Seferihisar im Hinterland der Küste.
Sie wurde in den Jahren 1994–2006 zur Bewässerung einer Fläche von 489 ha sowie zum Hochwasserschutz errichtet.
Das Absperrbauwerk ist ein 42 m hoher Erdschüttdamm.
Das Dammvolumen beträgt 2,1 Mio. m³. 
Der Stausee bedeckt bei Normalstau eine Fläche von 96 ha. Der Speicherraum beträgt 14 Mio. m³.